# بیماری پیرادندانی

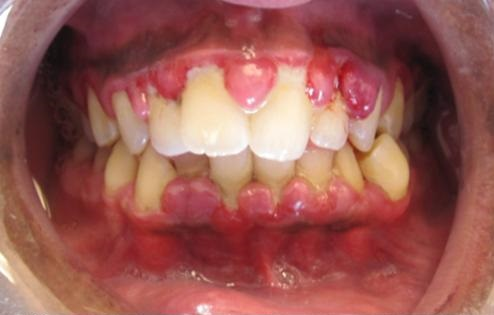
نگاره‌ای از التهاب لثه

بیماری پیرادندانی (به انگلیسی: periodontal disease) به بیماری بافت‌های نگهدارنده یا نگه ندارنده دندان‌ها گفته می‌شود. بافت‌های نگهدارنده دندان‌ها عبارتند از لثه، الیاف اتصال دهنده دندان به استخوان و بافت استخوانی اطراف دندان.
اگر بهداشت دهان و دندان به درستی رعایت نشود با ایجاد پلاک دندانی و ترشح سموم از میکروب‌های آن بافتهای مجاور تحت تأثیر قرار می‌گیرند. اگر مشکلی در هر یک از اجزا، نگهدارنده دندان در استخوان ایجاد شود فرد دچار بیماری پریودنتال شده است. این بیماری در مراحل اولیه یا درگیر کردن لثه باعث ایجاد التهاب لثه می‌شود که با خونریزی در هنگام لمس یا مسواک زدن آغاز می‌شود. در مراحل بعدی با درگیر شدن الیاف نگهدارنده و استخوان به مراحل پیشرفته تری می‌رسد. با فرارسیدن حالت پیشرفته این بیماری دندان‌ها لق شده و از دست می‌روند.